# Caburé-de-colima
Caburé-de-colima (Glaucidium palmarum) é uma espécie de ave da família dos estrigídeos (Strigidae).
É endémica do México. O seu estado de conservação, segundo a IUCN é "Pouco Precupante".
Habita bosques tropicais e subtropicais. São reconhecidas 3 subespécies incluindo a subespécie nominal:
- Glaucidium palmarum griscomi R. T. Moore, 1947
- Glaucidium palmarum oberholseri R. T. Moore, 1937
- Glaucidium palmarum palmarum Nelson, 1901

## Etimologia
O nome popular caburé deriva do tupi kawu're. Originalmente era um termo (também presente na variante cauré) que indicava corujas e falcões. Sua primeira ocorrência registrada é do ano de 1587. Em 1631, houve novo uso com o sentido de "ave dos bubonídeos". De acordo com o Dicionário Histórico das Palavras Portuguesas de Origem Tupi (DHPT), o vocábulo tupi "parece proceder de cabu-ré, que quer dizer propenso às vespas escuras, ou que se alimenta dela". Teodoro Sampaio em O Tupi na Geografia Nacional (TupGN) argumenta que derivou do tupi caá-por-é (da raiz ka'a-, "mato"), que significa "dado a morar no mato". A partir desta acepção, comenta, surgiram sentidos totalmente distintos de caburé como "habitante da roça", "mestiço" ou "árvore".